# 黑腹沙鸡

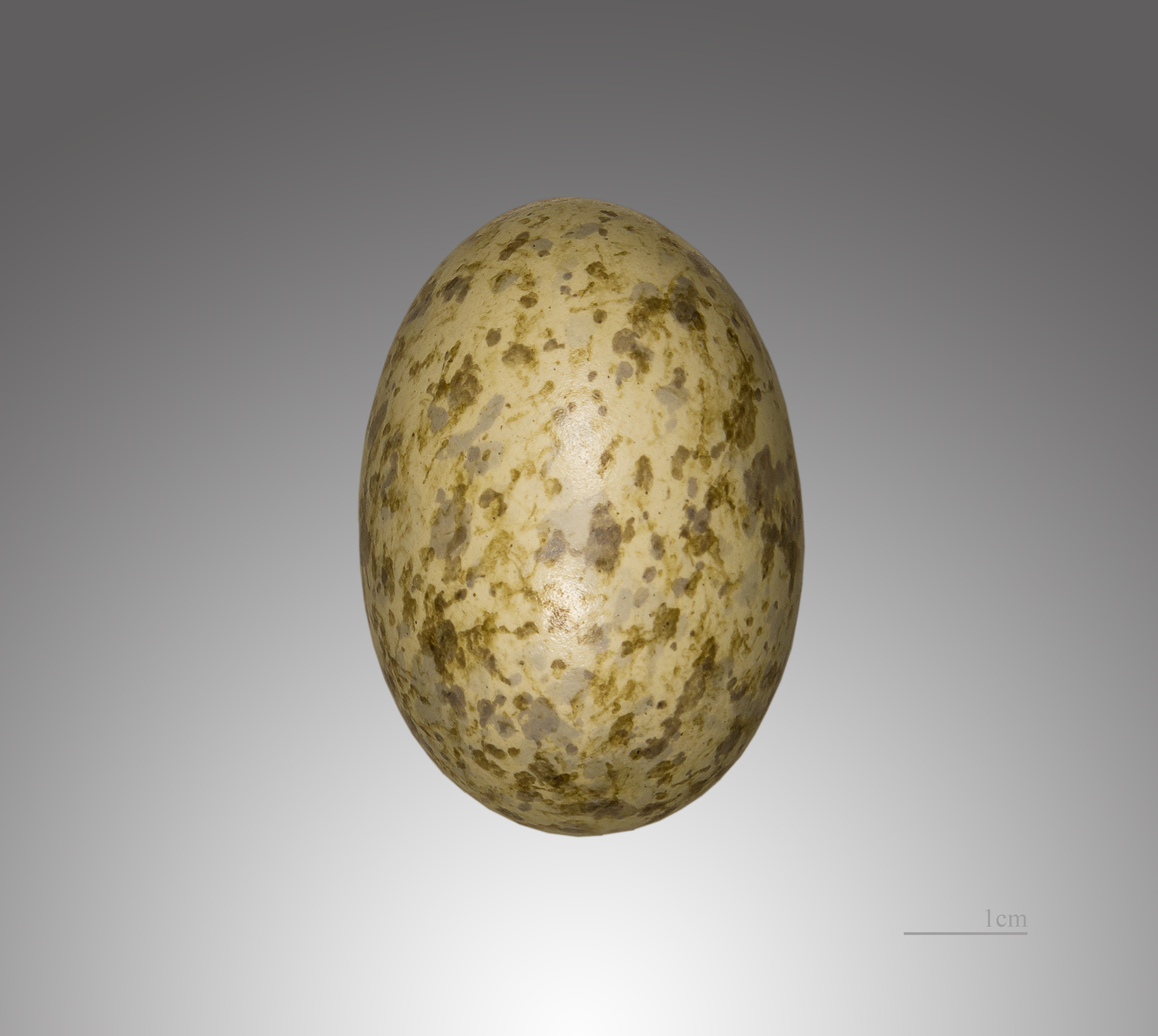
Pterocles orientalis

黑腹沙鸡（学名：Pterocles orientalis）为沙鸡科沙鸡属的鸟类，俗名沙鸡。分布于欧洲、前苏联、非洲、伊拉克、伊朗、印度以及中国大陆的新疆等地，一般生活于山麓荒漠草原。该物种的模式产地在土耳其。
其种加词“orientalis”意为“东方的”。

## 亚种
- 黑腹沙鸡新疆亚种（学名：Pterocles orientalis arenarius）。分布于阿尔泰山脉、前苏联、向南通过外里海到达伊朗、阿富汗、俾路支、巴基斯坦以及中国大陆的新疆等地。该物种的模式产地在伏尔加河流域下游。[2]